# Valde-Ucieza
Valde-Ucieza är en kommun i Spanien.   Den ligger i provinsen Provincia de Palencia och regionen Kastilien och Leon, i den norra delen av landet, 230 km norr om huvudstaden Madrid. Antalet invånare är 114. Arean är 42 kvadratkilometer.
Terrängen i Valde-Ucieza är platt.